# 鈴木主税 (福井藩士)
鈴木 主税（すずき ちから、1814年5月1日〈文化11年3月12日〉 - 1856年3月16日〈安政3年2月10日〉）は、幕末の武士（越前福井藩士）。諱は重栄、字は叔華。号は純淵、鑾城、小桜軒。通称が主税。幼名は小三郎。

## 経歴・人物
福井城下に生まれる。父は藩士の海福正敬、母は八十子。鈴木長恒の養子になり、天保8年（1837年）11月29日家督を継ぎ450石、定座番外となる。儒学者の前田梅洞、清田丹蔵に学び、吉田東篁と交流した。天保13年（1842年）8月11日寺社町奉行となる。木田荒地にあった「あおだ」という税を免除し、それに感謝した民が祠をつくり主税を祭って世直神社とした。
弘化元年（1845年）2月9日側向頭取となり、嘉永元年（1848年）9月15日側締役、嘉永4年（1851年）2月16日近習になる。嘉永5年（1852年）6月17日金津奉行になる。嘉永6年（1853年）9月16日江戸で省略取調掛になる。嘉永7年（1854年）ペリーが再び来航すると、藩主松平春嶽はその調査を行った。主税も軍艦の様子を報告するほか、藤田東湖・鮫島庄助・津田山三郎に面会している。同年大奥侍女削減に関わる。安政2年（1855年）1月9日学問所について取調掛になり、藩校・明道館の創設にかかわる。同年江戸に出た。半井仲庵が主治医となり、橋本左内が薬を処方し看病したが、安政3年（1856年）2月10日江戸城下常盤橋の藩上屋敷で病死した。東海道品川宿にある藩に所縁のある寺院の天龍寺に葬られた。

## 評価
吉田東篁は「小三郎は撥乱反正の器」と、熊本藩家老の長岡監物は「学術正大にして徳義智識備はるは重栄に如くはなし、余最も重栄に服す」と述べた。横井小楠等と交流があり、藤田東湖が地震で亡くなった際には、水戸藩邸へ駆けつけ嗚咽した。東湖は真に豪傑というべき者は、鈴木主税と西郷吉之助と評した。
橋本左内を「冀くば天下の為に努力せよ」と抜擢した。東湖の墓表を徳川斉昭が揮毫したことから、左内は主税の墓表を春嶽が書くよう中根雪江に進言した。
明治31年（1898年）7月、正四位を贈られる。昭和5年（1930年）3月9日孝顕寺で70年祭が行われ、昭和11年（1936年）12月25日世直神社(みのり1丁目)に「世直神祠碑」が建造され除幕式が行われた。

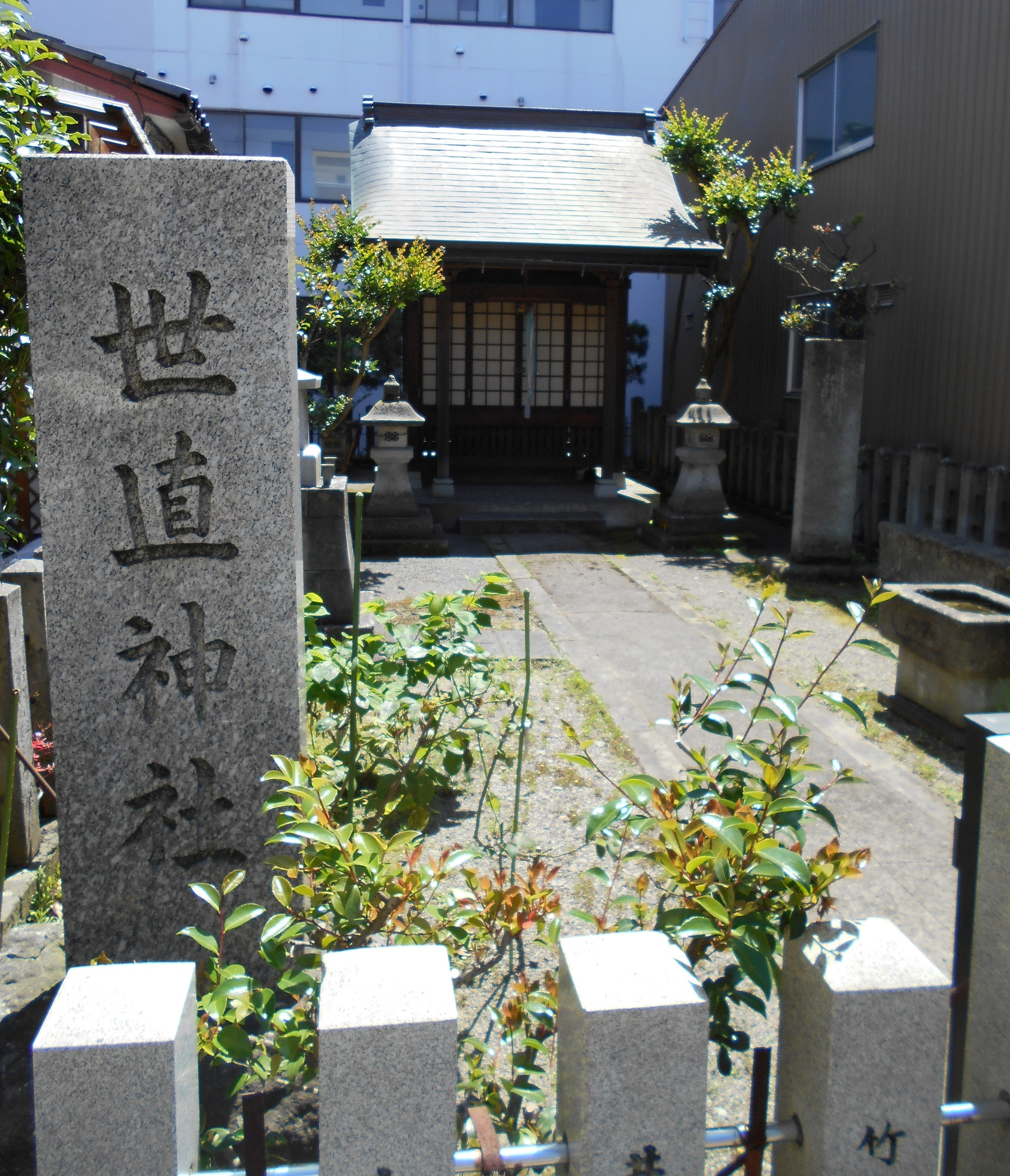
世直神社みのり1丁目

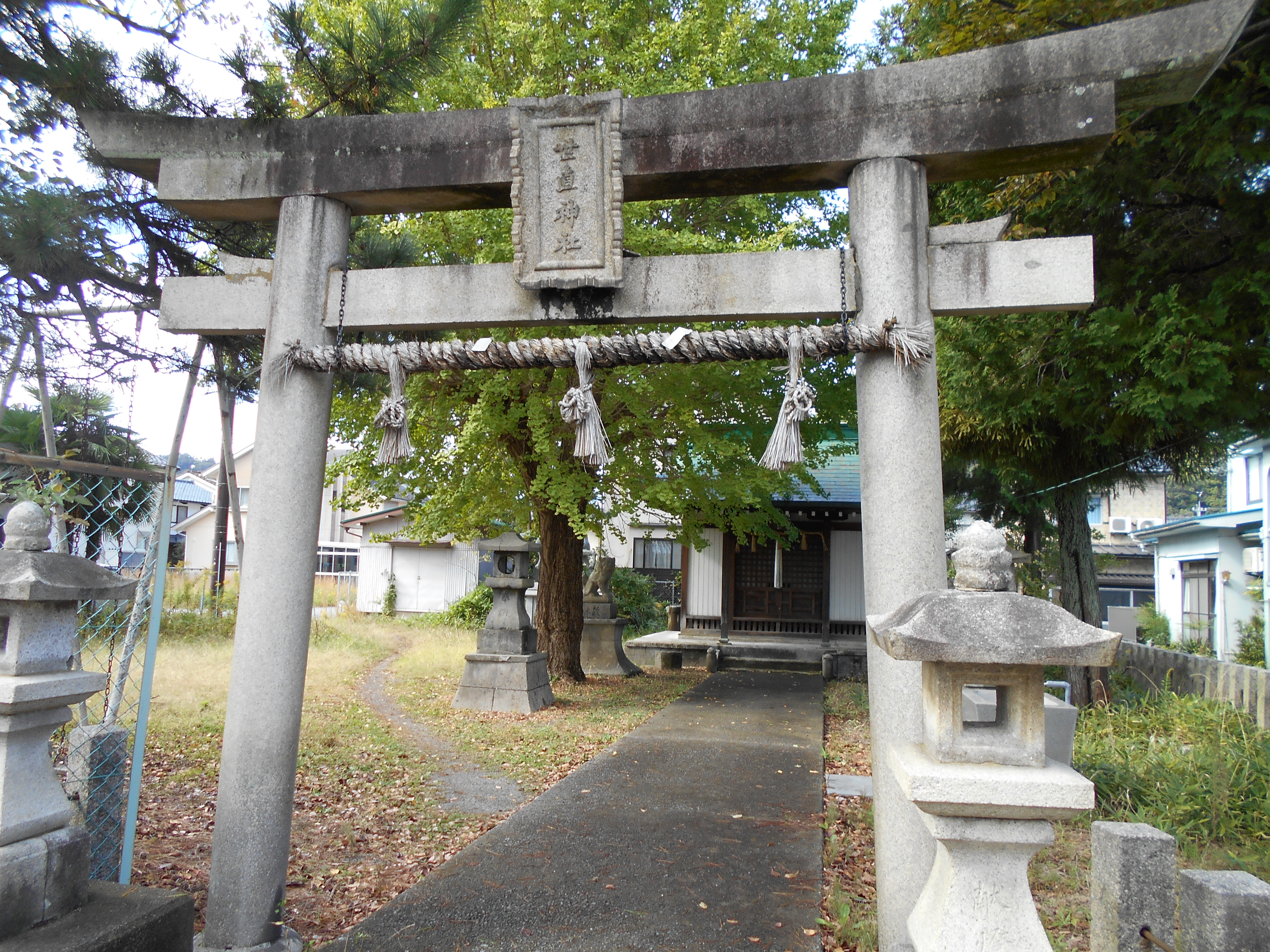
福井市みのり3丁目の世直神社

## 著作
- 御用日記　1847年1月1日～3月18日[19]
- 小桜軒詠草　歌集[20][21]
- 藩主への建言　[22]